# Muzej majevske kulture, Chetumal
Muzej majevske kulture (MCM) je v Chetumalu, mehiški zvezni državi Quintana Roo in je eden najpomembnejših muzejev majevske civilizacije v Mehiki. Ta muzej prikazuje način vsakdanjega življenja in arhitekturno veličino majevske kulture, pa tudi njen koledarski sistem in pogled na svet. Likovne upodobitve, scenografija in svetloba so osnova razstave.

## Zgodovina
Edini te vrste v Latinski Ameriki je bil slovesno odprt 4. aprila 1993 v Chetumalu, Quintana Roo, in je privzel edinstven in sodoben slog, razporejen okoli osrednjega vrta, obdanega z visokimi in širokimi hodniki, ki omogočajo dostop do krajev, kot je začasni razstavna dvorana, avditorij, pisarne, skladišča, sanitarije in druge storitve, kot sta obrtna trgovina in knjigarna. Istega dne so bile odprte občasne razstavne dvorane: avditorij, pisarne in skupni prostori.
14. septembra 1994 je bila stalna dvorana uradno odprta za javnost. Stavba, ki jo danes zaseda Muzej majevske kulture, je bila last zvezne komisije za elektriko, ki sega v leto 1940 in pokriva površino 10.000 kvadratnih metrov. Več let je delovala kot elektrarna, ki je oskrbovala tako Chetumal kot mesta Huay, Pix in Calderitas.
Stalna soba je posvečena izključno majevski kulturi, ima tri nivoje, ki omogočajo ogled kozmopolitskega sveta predšpanskih Majev, zemeljskega življenja, podzemlja in nebesnega oboka, ki se vedno vrti okoli tako imenovanega Yaxchéja ali Ceiba pentandra (Kapokovec), predstavnika drevesa in svetega za Maje. Velika džungla diagonalno prečka veliko sobo na treh ravneh, z vzdušjem, ki temelji na resničnih zvokih živali iz regije, kot so ptice in opice vriskači. Običajna tura traja približno uro in pol v spremstvu vodnika.

## Opis
- Soba I El Mayab in njegovo ljudstvo: opisuje zgodovinsko lokacijo, habitat, jezik in razlaga postopek naselitve.
- Soba II Med gorami in morjem: odnos med človekom in naravo je izpostavljen skozi stele, videe, makete in ilustracije ter kulturne rezultate tega odnosa.
- Soba III Mesto prestolov in sedežev: posvečena je arhitekturi, tako ceremonialni naravi kot urbani strukturi majevskih mest.
- Soba IV Možje iz koruze: nanaša se na gospodarske dejavnosti, ki so bile značilne za majevski proizvodni proces, kot so: lov, ribolov, nabiralništvo, poljedelstvo in trgovina.
- Soba V vsebuje razlago povezave, ki jo je človek simbolično vzpostavil s svetom. V tej perspektivi so izpostavljeni mitski izvor, pogrebni običaji in osna figura drevesa ceiba, ki je povezovala podzemlje, človeški svet in nebesno sfero.
- Soba VI Modrost starodavnih: predstavljeno je znanje, ki so ga Maji razvili o zvezdah, času, številih in pisavi.
- Soba VII Tujci: pojasnjena je prisotnost kulturnih stikov z drugimi ljudstvi, kot so: Teotihuacani, Maji-Putuni in skupine tolteške pripadnosti.
- Soba VIII Propad sveta: prisotnost in dejavnost španskih osvajalcev zapre muzeografsko besedilo in začnejo veljati prerokbe, ki so napovedovale temo.

## Muzejske vsebine
V muzeju so razstavljeni predmeti iz vseh obdobij Majev.
- Kipi, reliefi in predmeti iz obdobja klasike, predklasike in postklasike
- Kamnite posode in pogrebni predmeti
- Kipi, slike, reliefi in pohištveni predmeti
- Kipi kraljev in likov
- Nakit, modeli in drugi predmeti

Na sosednjem vrtu muzeja so prikazane reprodukcije majevskih domov v polnem merilu z različnimi tradicionalnimi elementi. Poleg tega je tu prostor za občasne razstave.

## Naslov
Muzej je na Av. Heroes s/n med Mahatmo Gandhijem in Cristóbalom Colónom v mestu Chetumal, Quintana Roo. C.P. 77000 Tel: 01 (983) 129-28321.
Kot identifikacijski element muzeja je na eni strani kamnit spomenik Monumento al Mestizaje, kjer si lahko ogledate polža majevskega porekla, ki vodi do vhodnih vrat muzeja.